# マーラ・レオン
マーラ・フェレイラ・レオン（Mara Ferreira Leão、1991年7月26日 - ）は、ブラジルの女子バレーボール選手。ポジションはミドルブロッカー。ブラジル代表。

## 来歴
2015年、ブラジル代表に初選出される。同年7月のワールドグランプリでデビューした。2017年に2年ぶりに代表へ復帰すると同年のワールドグランプリで金メダルを、グラチャンで銀メダルを獲得した。2018/19シーズンは所属するジェルダウ・ミナスでリーグ優勝を果たした。2019年のワールドカップに出場し、レギュラーとして活躍した。

## 球歴
- ワールドカップ - 2019年
- グラチャン - 2017年
- ワールドグランプリ - 2015年、2017年
- ネーションズリーグ - 2018年、2019年

## 受賞歴
- 2017年 - 2016/17ブラジルスーパーリーガ ベストブロッカー賞
- 2019年 - 南米選手権 ベストミドルブロッカー賞

## 所属クラブ
- レクソーナ・アデス（2008-2013年）
- São Caetano Esporte Clube（2013-2015年）
- ジェルダウ・ミナス（2015-2019年）
- オザスコ（2019-2020年）
- アソシアソン・ヴォレイ・バウル（2020-2022年）
- EC Pinheiros（2022-2024年）
- CSMヴォレイ・アルバ・ブラジ（2024年-）